# Velika Osječenica
Velika Osječenica är en bergstopp i Bosnien och Hercegovina.   Den ligger i entiteten Federationen Bosnien och Hercegovina, i den västra delen av landet, 180 km väster om huvudstaden Sarajevo. Toppen på Velika Osječenica är 1 795 meter över havet, eller 865 meter över den omgivande terrängen. Bredden vid basen är 22,8 km.
Terrängen runt Velika Osječenica är huvudsakligen kuperad, men söderut är den bergig. Velika Osječenica är den högsta punkten i trakten. Närmaste större samhälle är Orašac, 18,9 km nordväst om Velika Osječenica. 
I omgivningarna runt Velika Osječenica växer i huvudsak blandskog. Runt Velika Osječenica är det ganska tätbefolkat, med 93 invånare per kvadratkilometer.